# Ardee
Ardee is een plaats in het Ierse graafschap Louth. De plaats telt 4.318 inwoners.